# Villanueva del Rebollar
Villanueva del Rebollar is een gemeente in de Spaanse provincie Palencia in de regio Castilië en León met een oppervlakte van 16,56 km². Villanueva del Rebollar telt 79 inwoners (1 januari 2016).

## Demografische ontwikkeling
Bron: INE, 1857-2011: volkstellingen